# Cinderella (film 1914)
Cinderella è un film muto del 1914 diretto da James Kirkwood. Mary Pickford interpreta la parte di Cenerentola, mentre quella del Principe Azzurro è appannaggio di Owen Moore, suo primo marito.

## Trama
Cenerentola è una giovane ragazza che vive con la matrigna e le sorellastre che la trattano come una serva. La fanciulla pensa di essere sola al mondo ma non sa che una fata veglia su di lei.
Un giorno, mentre sta raccogliendo legna nel bosco, incontra il Principe Azzurro. I ragazzi immediatamente si innamorano, ma poco dopo sono costretti a separarsi.
A corte viene organizzato un ballo per trovare la futura sposa del Principe: le sorellastre pensano che questa potrebbe essere la loro grande occasione. Anche a Cenerentola piacerebbe molto partecipare, ma la matrigna e le sue figlie, invidiose della radiosa bellezza della giovane, non glielo permettono.

Le sorellastre si recano da un'indovina che dice loro che un membro della famiglia verrà scelto dal Principe Azzurro. Le sorelle sono contentissime al pensiero che una di loro due sarà principessa. Quando vanno al ballo, Cenerentola viene lasciata a casa.
La fata madrina appare alla giovane rimasta davanti al fuoco e le chiede se vuole partecipare al ballo pure lei. Alla sua risposta affermativa, la fata le ordina di portarle la più grossa zucca che riesce a trovare. La zucca viene trasformata in una lussuosa carrozza. Una nuova richiesta è quella di trovare dei topini: anche questi sono oggetto di magia, trasformati in cavalli.

La Fata madrina chiede poi a Cenerentola di portarle i più grossi topi che riesce a trovare. Saranno i servitori che l'accompagneranno alla festa. Manca solo l'abito: la fata tocca il misero grembiule che la veste e Cenerentola si trasforma in una fanciulla riccamente vestita. Tutto ciò, però - l'avverte la fata - durerà solo fino all'ultimo rintocco della mezzanotte. Poi la magia sparirà e tutto tornerà come prima.

Quando Cenerentola arriva al ballo, il Principe è tutto impegnato nella ricerca della sua futura sposa. Viene annunciato l'arrivo di una giovane sconosciuta in carrozza e il Principe subito la nota. I due giovani si allontanano dalla folla per restare un po' da soli
Ma il tempo vola: improvvisamente, Cenerentola si accorge che è quasi mezzanotte. Nonostante il principe cerchi di trattenerla, lei fugge via, perdendo nella fuga una delle sue scarpette di vetro. Quando finiscono i rintocchi della mezzanotte, lei è ritornata di nuovo vestita di stracci e carrozza, cavalli e servitori sono scomparsi.

Il giorno dopo gli araldi del re annunciano il desiderio del Principe di sposare la donna che riuscirà a calzare la scarpetta di vetro. Le sorellastre - chiusa in casa Cenerentola - corrono al palazzo per sottostare alla prova. Ma il loro tentativo non ha successo. Nessuna delle ragazze del regno riesce a infilare la minuscola scarpa. L'unica che rimane è Cenerentola che non ha potuto partecipare, impedita dalle sorelle.
Il Principe accorre da lei, rimanendo scioccato nel trovare una povera serva. Ma non se ne va e, invece, la invita alla prova. La scarpetta calza: subito viene annunciato che Cenerentola diventerà Principessa. Gli araldi offrono a Cenerentola l'opportunità di far decapitare le sorellastre ma lei si rifiuta.

Alla fine, appare la Fata madrina che benedice la coppia.

Cenerentola e il Principe Azzurro vivranno da allora felici e contenti.

## Produzione
Il film venne prodotto dalla Famous Players Film Company con il titolo di lavorazione The Stepsister. La storia di Cenerentola è tratta dalla fiaba Cendrillon ou la petite pantofle de verre di Charles Perrault.

## Distribuzione

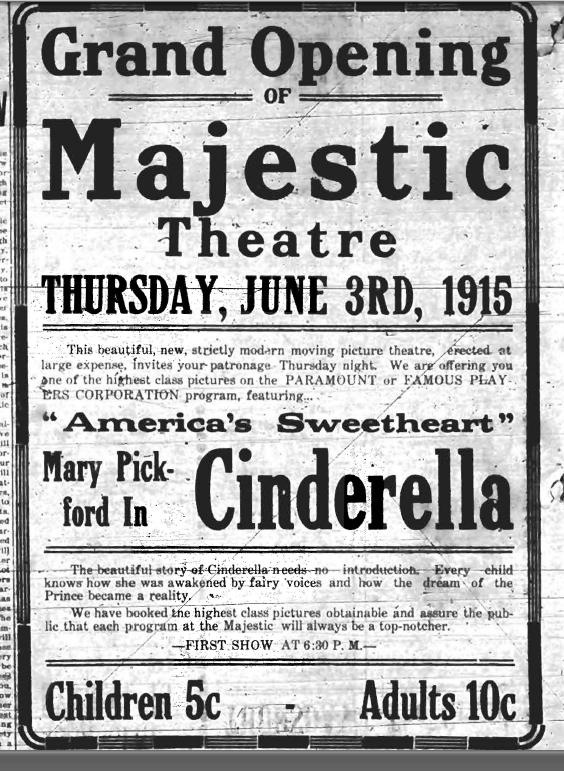
Pubblicità del film

Uscì nelle sale il 28 dicembre 1914, distribuito dalla Paramount Pictures Corporation. Copie del film sono conservate negli archivi cinematografici della Library of Congress e nelle collezioni del Nederlands Filmmuseum.
Nel 2005, la Image Entertainment fece uscire il film della Milestone Film and Video in DVD insieme a un altro interpretato da Mary Pickford nel 1921, Through the Back Door. Il film è accompagnato dalla musica di Donald Sosin, eseguita da Sosin e da Joanna Seaton .

### Date di uscita
IMDb
- USA 28 dicembre 1914
- USA 3 maggio 2005 DVD

Alias
- Cenicienta Venezuela
- Hamupipöke Ungheria
- The Stepsister USA (titolo alternativo)